# アタウルフォ・デ・オルレアンス

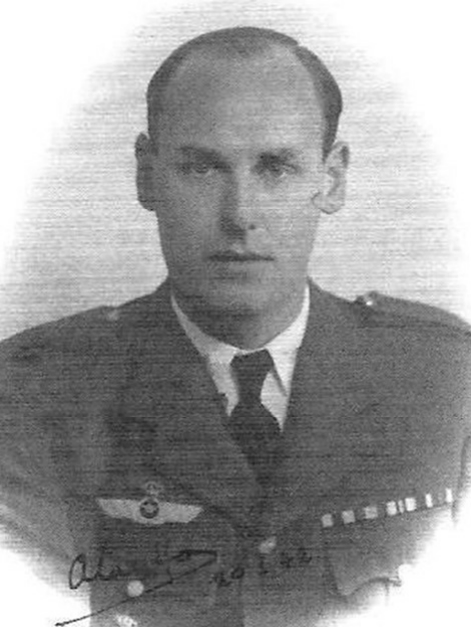
スペイン空軍の将校服を着たアタウルフォ・デ・オルレアンス公子、1942年

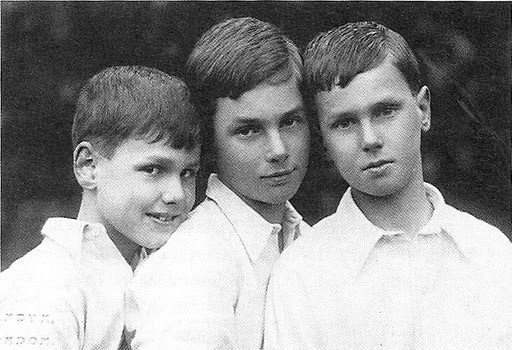
ガリエラ公家の子息たち、左から三男アタウルフォ、次男アルフォンソ、長男アルバロ、1920年頃

アタウルフォ・カルロス・イサベロ・アレハンドロ・デ・オルレアンス＝ボルボン・イ・サホーニャ＝コブルゴ＝ゴータ（El príncipe Ataúlfo Carlos Isabelo Alejandro de Orleans-Borbón y Sajonia-Coburgo-Gotha, 1913年10月20日 マドリード - 1974年10月8日 マラガ）は、スペインの王室成員・空軍軍人。称号はオルレアン公子（Principe de la Casa de Orléans）。

## 生涯
スペイン王子・ガリエラ公爵アルフォンソ・デ・オルレアンスとイギリス王女ベアトリス・オブ・エディンバラの間の三男。洗礼名は古代イベリアの英雄アタウルフ王に因む。洗礼の代父母はイサベル王女とカルロス・タンクレド王子が務めた。王室との血縁が離れたため、2人の兄たちと同様にスペイン王子の称号は授与されなかった。
スペイン王室男子の習いで英国に留学し、ウィルトシャーのサンドロイド校で学ぶ。このときハワード・ド・ウォルデン男爵の娘プリシラ・スコット＝エリスから熱烈に求愛されるが、アタウルフォにその気がないと悟った母ベアトリスが彼女を退けた。しかしプリシラはその後も帰国したアタウルフォを追って内戦中のスペインで従軍看護師として働き、最後はカステルベル侯爵の夫人に納まった。アタウルフォは後に自分が同性愛者だと周囲に明かしている。
スペイン内戦が起きると、アタウルフォはヒトラーがスペインの共産主義勢力を倒すために組織したコンドル軍団に義勇兵として所属した。彼と2人のいとこ、ルイス・アルフォンソ・デ・バビエラとホセ・エウヘニオ・デ・バビエラの兄弟は、王室内で最も民主派寄りの思想を持っていたために、内戦後のフランコ体制を公に支持した数少ない王室メンバーとなった。
1962年から1966年まで、ラ・プエルタ・デ・イエロ王立クラブの会長を務めた。膵炎により60歳で死去。

## 叙勲
- カルロス3世勲章（英語版）大十字章（1930年[6]）